# Harmochirus luculentus
Harmochirus luculentus är en spindelart som beskrevs av Simon 1885 [1886. Harmochirus luculentus ingår i släktet Harmochirus och familjen hoppspindlar. Inga underarter finns listade i Catalogue of Life.